# 児玉樹 (ラグビー選手)
児玉 樹（こだま いつき、1999年8月4日 - ）は、トップイーストリーグ秋田ノーザンブレッツに所属するラグビー選手。

## プロフィール
- 秋田県出身[1]。
- ポジションはセンター (CTB)。
- 身長: 192 cm、体重: 102 kg
- U20日本代表に選ばれたことがある[2]。

## 来歴
5歳からラグビーを始めた。
2018年、秋田工業高校卒業後、明治大学に入る。なお秋田工業高校時代、高校日本代表に選ばれたことがある。
2022年、東芝ブレイブルーパス東京に加入。
2022年10月14日、2022-2023シーズン途中でBL東京を退団することを発表した。退団後は実家のある秋田に帰郷するとのこと。その翌週の同年10月17日に秋田ノーザンブレッツへの加入が発表された。なお登録期間が過ぎているので同シーズンのトップイーストリーグ公式戦には出場できない。